# Nudaria fasciata
Nudaria fasciata là một loài bướm đêm thuộc phân họ Arctiinae, họ Erebidae.